# David Herman (BMX)
Pour les articles homonymes, voir David Herman.
David Herman (né le 9 mai 1988 à Denver) est un coureur cycliste américain, spécialiste du bicycle motocross (BMX).

## Biographie
En mai 2012, il participe aux championnats du monde de Birmingham. Il prend la cinquième place du Supercross.
Il est sélectionné pour représenter les États-Unis aux Jeux olympiques d'été de 2012. Il participe à l'épreuve de BMX. Lors de la manche de répartition, il réalise le quinzième temps. En quarts de finale, il chute dans la première manche, mais se qualifie pour les demi-finales à l'issue des cinq manches en terminant troisième de sa série. Lors de celles-ci disputées sur trois courses, il termine successivement 3e, 6e et 6e des manches et se classe cinquième au général de sa série. Il est éliminé et ne dispute pas la finale réservée aux quatre premiers de chaque série.

## Palmarès en BMX

### Jeux olympiques
- Londres 2012
  - Éliminé en demi-finales du BMX

### Championnats du monde
- 2007
  - 25e du championnat du monde de BMX
- 2008
  - 25e du championnat du monde de BMX
- 2009
  - 13e du championnat du monde de BMX
- 2010
  - 9e du championnat du monde de BMX
- 2011
  - 22e du championnat du monde de BMX
- 2012
  - 5e du championnat du monde de BMX

### Coupe du monde
- 2008 : 2e, vainqueur des manches de Fréjus et Adélaïde
- 2009 : 13e
- 2010 : 21e
- 2011 : 8e
- 2012 : 5e
- 2013 : 30e
- 2014 : 20e
- 2015 : 56e
- 2016 : 54e